# جوردن تومسون
جوردن تومسون (بالإنجليزية: Jordan Thompson) (3 يناير 1997 ببلفاست في المملكة المتحدة - ) هو لاعب كرة قدم بريطاني في مركز الوسط. لعب مع مانشستر يونايتد ونادي رينجرز وأردريونيانز.

## وصلات خارجية
- جوردن تومسون على موقع الاتحاد الدولي (مؤرشف)  (الإنجليزية)
- جوردن تومسون على موقع الاتحاد الأوربي (الإنجليزية)
- جوردن تومسون على موقع قاعدة بيانات كرة القدم.إي يو (الإنجليزية)
- جوردن تومسون على موقع ناشيونال فوتبول تيمز (الإنجليزية)
- جوردن تومسون على موقع Soccerbase.com (لاعب) (الإنجليزية)
- جوردن تومسون على موقع Soccerway.com (الإنجليزية)